# Mohammed Sadek

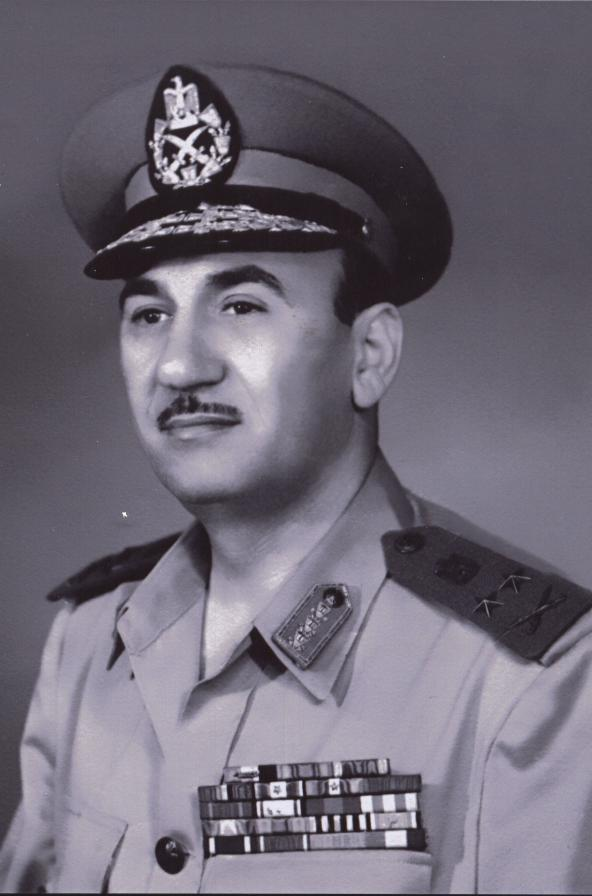
Mohammed Sadek

Mohammed Ahmed Sadek (1917 - 1991) was een Egyptisch militair.
Sadek was hoofd van de militaire inlichtingendienst toen hij in september 1969 generaal Ahmed Ismail Ali opvolgde als stafchef van het Egyptisch leger. Hij leidde het leger tijdens de Uitputtingsoorlog tegen Israël. In 1971 werd hij door president Sadat benoemd tot minister van Defensie maar in 1972 werd hij al ontslagen wegens zijn vermeende anti-sovjethouding. Hij werd opgevolgd door Ali.